# Macromitrium diaphanum
Macromitrium diaphanum är en bladmossart som beskrevs av C. Müller 1872. Macromitrium diaphanum ingår i släktet Macromitrium och familjen Orthotrichaceae. Inga underarter finns listade i Catalogue of Life.